# Dietrich von Bothmer
Pour les articles homonymes, voir Bothmer.
Dietrich von Bothmer, né à Eisenach en Allemagne le 26 octobre 1918, mort à New York le 12 octobre 2009, est un conservateur de musée et un historien de l'art spécialisé dans la céramique grecque antique.

## Biographie
Après des études à l'université Friedrich Whilhelm (actuelle université Humboldt de Berlin), il obtint une bourse Rhodes pour suivre des cours d'archéologie à l'université d'Oxford auprès de John Beazley, fondateur de l'étude moderne de la céramique grecque antique. Il se rendit aux États-Unis en 1939 pour visiter les musées américains, envoyant à John Beazley des informations qui nourrirent les ouvrages magistraux de ce dernier, Attic Black-figure Vase Painters (1956) et Attic Red-Figure Vase Painters (2e édition, 1963). Bloqué sur place par la Seconde Guerre mondiale, il s'engagea dans l'armée du Pacifique et obtint la Bronze Star et la Purple Heart pour sa bravoure.

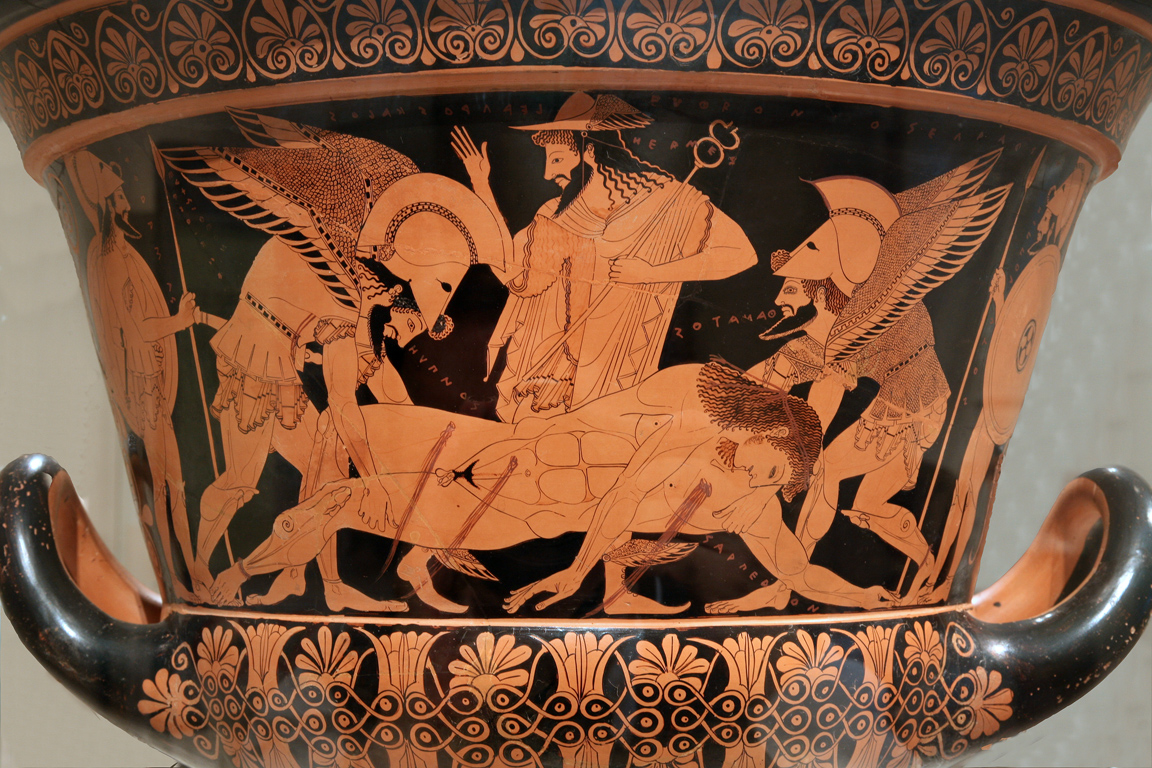
Le cratère d'Euphronios, acheté en 1972 par le Metropolitan Museum sur l'insistance de Dietrich von Bothmer

Après avoir obtenu son Ph.D (doctorat) et la nationalité américaine en 1944, il entra au Metropolitan Museum en tant que conservateur assistant au département de l'art grec et romain, département dans lequel il effectua toute sa carrière et qu'il présida à partir de 1973. À ses différents postes, il contribua de manière significative au développement des collections de céramique grecque du musée. En 1972, il persuada le conseil d'administration de l'institution d'acquérir pour 1 million de dollars le cratère d'Euphronios, qu'il considérait comme l'un des plus beaux vases grecs antiques. Il s'avéra peu après que le vase avait été pillé en Italie, et le gouvernement italien fit campagne pendant trente ans pour obtenir sa restitution. Le MET ne s'exécuta qu'en 2008.
Dietrich von Bothmer était considéré comme l'un des plus grands experts en art grec de sa génération. Il était notamment membre de l'Académie des inscriptions et belles-lettres, de l'Institut archéologique allemand et de la Society for the Promotion of Hellenic Studies à Londres. Il présida de 1959 à 1993 le comité américain du Corpus vasorum antiquorum. Collectionneur de vases, il fut aussi un mécène : le MET donna son nom et celui de sa femme à deux de ses galeries en 1999, pour le remercier de ses dons. Il donna également plusieurs vases au musée du Louvre, qui apposa en son hommage un panneau à l'entrée de la galerie Campana, qui abrite les collections de vases grecs du musée.